# Komory
Komory (ucraniano: Комо́ри) es un pueblo de Ucrania, constituido administrativamente como una pedanía del asentamiento de tipo urbano de Zarichne, en el raión de Varash de la óblast de Rivne.
En 2001 el pueblo tenía una población de 131 habitantes.
Se ubica unos 10 km al noroeste de Nénkovychi, junto a la frontera con Bielorrusia.

## Historia
Antes de la fundación del actual municipio de Zarichne en 2020, el pueblo era una pedanía del consejo rural de Nénkovychi, en el raión de Zarichne.